# 间隙壁图案化

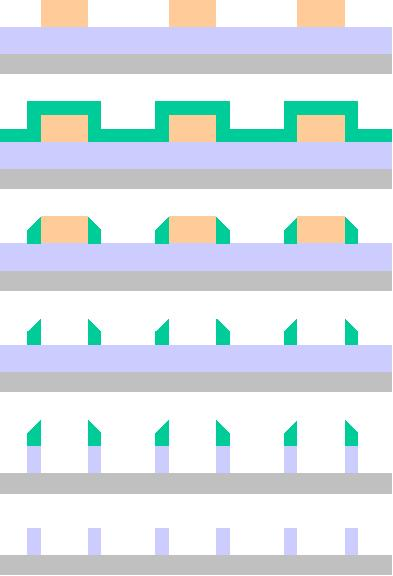
间隙壁图案化流程：首次图案；沉积；通过蚀刻形成间隙壁；去除首次图案；利用间隙壁掩模板蚀刻；最终图案

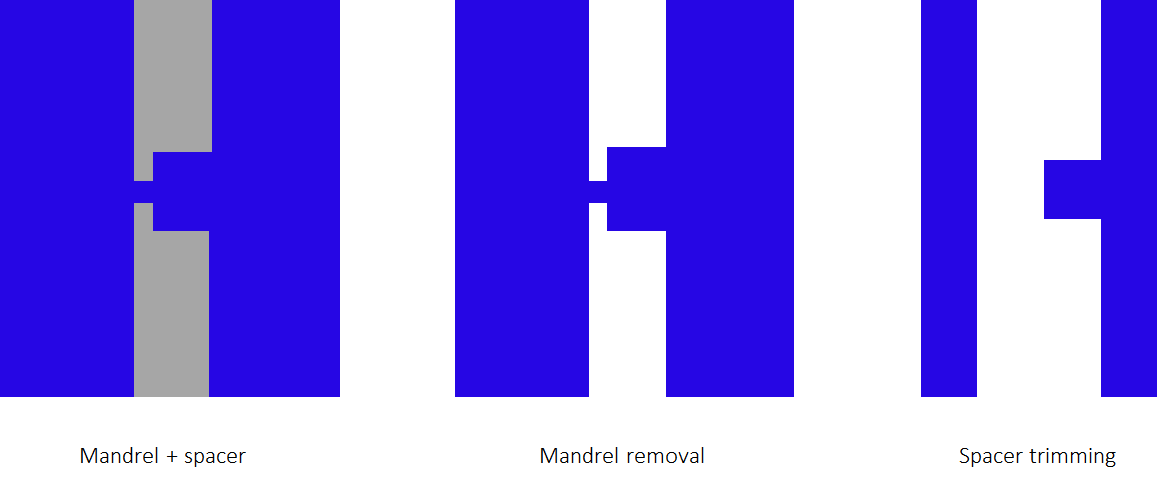
间隙壁修整（俯视图）：左：在支承体（灰色）上沉积间隙壁（蓝色）并蚀刻，仅保留覆盖在侧壁部分。中：支承体被移除。右：通过蚀刻修整间隙壁至更窄宽度

间隙壁图案化是一种用于制作线宽小于传统光刻所能达到极限的结构的技术。一般做法是先在预先图案化的结构（通常称为支承体（mandrel））上沉积一层间隙壁。随后对该层进行回蚀工艺，使覆盖在支承体上的部分被去除，仅保留侧壁上的部分。随后支承体可能被移除，从而在每个支承体的两侧留下两条间隙壁。这些间隙壁还可以进一步修整至更窄，以作为后续第二次间隙壁形成的支承体。因此，这是一种常用的多重图案化技术。或者，也可去除两条间隙壁中的一条，对剩下的进行更极致的修整得到最终非常小的线宽。相比浸没式光刻可实现约40纳米线宽，间隙壁图案化则可达到20纳米。该分辨率提升技术也称为自对准双重图案化（Self-Aligned Double Patterning，SADP）。SADP可反复应用以实现更高分辨率，已有实验用于制备15纳米的NAND闪存。在14纳米和10纳米等先进制程中也广泛采用此方法，可在某些场景下将掩模数减半。

## 间隙壁图案化（不移除支承体）
当支承体即为MOSFET栅极堆叠时，间隙壁在回蚀至仅保留侧壁部分后，不移除支承体。此时氮化矽侧壁间隙壁仍保留，用于保护栅极堆叠及其下方的栅氧化层在后续工艺中的完整性。

## 自对准反间隙壁双重图案化
该方法是从自对准间隙壁双重图案化派生而来，称为“反间隙壁”双重图案化。步骤为：在支承体上沉积第一层，该层最终被去除；其上再沉积第二层，再平坦化并保留。已有完全采用旋涂和湿法工艺的示范。

## 间隙壁即介质（Spacer-Is-Dielectric，SID）
当间隙壁用于定义导电结构时，需要切割以防形成闭合环路。在另一种间隙壁即介质（SID）方法中，间隙壁用于定义导电结构之间的绝缘空间，因此无需切割。在此方法中，支承体的布局设计更具策略性，不再限于一维线状结构。由于其灵活性高且仅需极少额外掩膜，SID技术备受关注。上述反间隙壁双图案化自然契合SID理念：在移除间隙壁前再沉积一层额外材料。